# Bullova
Die Bullova ist eine indische Streitaxt, die von den Stämmen in Chota Nagpur (heute Bundesstaat  Chhattisgarh) benutzt wurde.

## Geschichte
Die Bullova wurde in Indien als Kriegswaffe für den Einsatz bei Fußtruppen entwickelt. Durch ihre spätere Verbreitung in ganz Indien gibt es viele Variationen.

## Beschreibung
Die Klingen bestehen aus Stahl und haben vielfältige Formen. Sie können dreieckig, rechteckig, halbmondförmig oder geschwungen sein. Die Klinge ist mit Hilfe eines Auges an dem Stiel befestigt. Die Länge der Klinge beträgt etwa 25 cm, die Gesamtlänge der Bullova beträgt bis etwa 80 cm. Der Stiel besteht entweder aus Holz und kann mit Metallringen verstärkt sein oder er besteht komplett aus Metall. Am Kopfende des Stiels befindet sich manchmal eine Klinge.